# Palazzo comunale (Rossiglione)
Il palazzo comunale di Rossiglione è un edificio pubblico situato in piazza Giacomo Matteotti a Rossiglione, nella città metropolitana di Genova.

## Storia e descrizione
Il palazzo dove oggi è situato il municipio fu anticamente un convento, situato nella borgata di Rossiglione Inferiore e dedicato all'Assunta, gestito dai Frati Minori Francescani. Il terreno su cui sorgerà in seguito il complesso conventuale fu acquistato dalle due comunità di Rossiglione Superiore e Rossiglione Inferiore il 9 ottobre del 1530, così come attesta l'atto di acquisto dell'epoca.
L'opera di edificazione del convento iniziò a partire dal 1621 e nel 1645 si poté consacrare la chiesa. Nel XVIII secolo si ingrandì lo stabile, oramai divenuto un importante centro religioso, e lo si arricchì con beni mobili in seguito perduti. Abbandonato dai frati Francescani nel 1805, a seguito della soppressione degli ordini religiosi da parte del Primo Impero francese, divenne la sede amministrativa delle due borgate storiche riunite in quegli anni nell'unica municipalità di Rossiglione.
Tuttavia, nel 1818 il Regio Decreto del re Vittorio Emanuele I di Savoia, monarca del Regno di Sardegna, acconsentì il ritorno dei Francescani all'interno del convento riprendendone così il possesso dello stabile. Nel 1855 le Leggi Siccardi determinarono il secondo allontanamento dei frati e undici anni dopo - nel 1866 - nuovamente il convento divenne la sede definitiva del municipio.
Dell'antica struttura conventuale rimangono ad oggi alcune tracce richiamante lo stile francescano, mentre la chiesa è stata trasformata in una sala polivalente.